# Soapbox

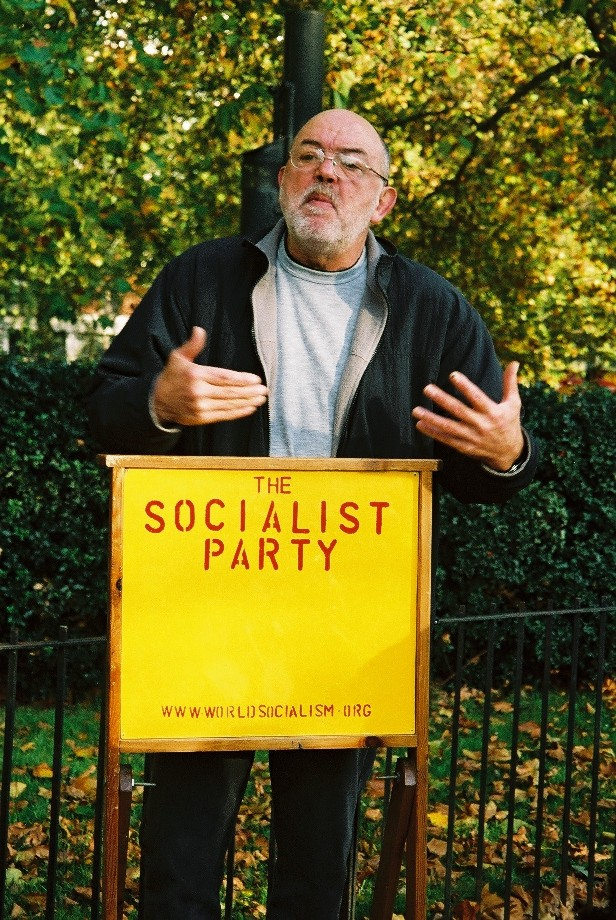
Ein Mann spricht zu Passanten und Neugierigen, Speakers’ Corner, London.

Eine soapbox (deutsch Seifenkiste) ist eine improvisierte Plattform für einen Redner unter freiem Himmel. Insbesondere in England wird das Wort auch metaphorisch für das Recht auf freie Rede benutzt. Der Londoner Hyde Park ist bekannt für die im dortigen Speakers’ Corner seit 1872 gehaltenen Sonntagsreden, die ursprünglich vor allem religiöse Themen zum Inhalt hatten. 
Das Recht auch über andere, kontroverse Themen frei zu sprechen, wurde in mehreren teilweise heftigen Auseinandersetzungen etabliert und gilt mittlerweile als zentraler Aspekt der britischen politischen Kultur. Einige Versuche, dies auch in Deutschland einzurichten, scheiterten, was Erhard Eppler mit Berufung auf Carl Gustav Jochmann auf die Vorherrschaft der geschriebenen Sprache, der Vorlesung und des dozierenden Stils in Deutschland gegenüber der mündlich geprägten angelsächsischen Öffentlichkeit, Debattenkultur und Rechtsprechung zurückführte. 
Eine moderne Form des „Soapboxing“ sind Blogs und andere Webseiten, auf denen User ihre eigenen Gedanken veröffentlichen.

## Historisches Beispiel
Im Wahlkampf zu den britischen Unterhauswahlen 1992 gelang es dem konservativen Spitzenkandidaten John Major, mit einer Soapboxkampagne den sicher geglaubten Wahlsieg von Neil Kinnocks Labour Party in Großbritannien abzuwenden. Während Labour sich auf professionelle Wahlkampfinszenierungen verließ, betrieb Major einen intensiven Straßenwahlkampf mit einer Vielzahl von klassischen Soapboxauftritten, was ihm mit den Wahlsieg einbrachte, da seine Wahlkampagne als wesentlich authentischer und ehrlicher wahrgenommen wurde als die seines Gegners.